# ۳-اکستانون
۳-اکستانون (به انگلیسی: 3-Oxetanone) با فرمول شیمیایی C۳H۴O۲ یک ترکیب شیمیایی با شناسه پاب‌کم ۱۵۰۲۴۲۵۴ است. که جرم مولی آن ۷۲٫۰۶ g/mol می‌باشد. 